# Håkon Eriksson
Håkon Eriksson Ladejarl, född omkring 998, död 1029 ute på Nordsjön, var en norsk jarl och regent under danskt styre 1012-1015 samt 1028-1029. Han var den siste mannen av ladejarlarnas ätt.
Håkon var son till jarl Erik Håkonsson och Gyda Svensdotter som var dotter till den danske kungen Sven Tveskägg. Håkon framträder i historien runt år 1015 då han satt som norsk regent tillsammans med farbrodern Sven Håkonsson då fadern var i England. Vid den tiden ska han ha haft ett viktigt möte med Olav den helige i Saudungssund i Fjaler. Enligt Snorre Sturlasson ska Olav ha överrumplat Håkon som måst lova att lämna Norge och aldrig komma tillbaka. Denna berättelse har lett till att många norska historiker har värderat Håkon lågt. Enligt historikern Claus Krag ger andra källor, som kväden av den samtida skalden Sigvat Thordarsson, en annan bild: Att det på förhand var gjort ett avtal mellan Knut den store och Olav, som denne sökte Håkons stöd för. Under alla omständigheter tillbringade Håkon jarl de närmsta åren utanför Norge. Han nämnes 1019 som styresman över en del av Mercia i England och torde ha deltagit i slaget vid Helgeå på kung Knuts sida. När Knut 1028 lyckats fördriva Olav Haralsson från Norge och bli vald till norsk kung satte han Håkon jarl som styresman över Norge. Håkon avled året därpå när hans skepp troligen gick i kvav under en seglats från England till Norge.